# Hieracium fendleri
Hieracium fendleri là một loài thực vật có hoa trong họ Cúc. Loài này được Sch.Bip. mô tả khoa học đầu tiên năm 1861.